# ジョン・エイガー
ジョン・エイガー（John Agar,  1921年1月31日 - 2002年4月7日）は、アメリカ合衆国の俳優である。

## 来歴
1921年、イリノイ州シカゴに生まれる。シカゴとニューヨークの学校を経て、大学へは行かずに第二次世界大戦中にアメリカ空軍へ従軍した。1944年、エイガーの妹の同級生だったシャーリー・テンプルと共に映画プロデューサーのデヴィッド・O・セルズニック主宰のパーティーへ出向いたことがきっかけで、セルズニックの元で俳優としての5年契約を結んだ。テンプルとは1945年9月19日に結婚している。1948年、ジョン・フォード監督の西部劇『アパッチ砦』で映画デビュー。同作品では妻であるテンプルとも共演している。しかし、テンプルとの結婚生活は5年で終止符を打ち、1950年に離婚が成立した。離婚後の1950年代からはジャック・アーノルド監督の『半魚人の逆襲』や『世紀の怪物 タランチュラの襲撃』などの低予算作品で主演を務めた。1960年代にはテレビドラマなどへも数多く出演し、数多くの作品に顔を見せている。

### 死去
2002年4月7日、慢性閉塞性肺疾患のため、カリフォルニア州バーバンクで死去。81歳だった。

## 出演作品

### 映画
- アパッチ砦 Fort Apache (1948)
- 令嬢画伯 Adventure in Baltimore (1949)
- 黄色いリボン She Wore a Yellow Ribbon (1949)
- 十三号桟橋 The Woman on Pier 13 (1949)
- 硫黄島の砂 Sands of Iwo Jima (1949)
- 総攻撃 Breakthrough (1950)
- 死の砂塵 Along the Great Divide (1951)
- The Magic Carpet (1951)
- Woman of the North Country (1952)
- Man of Conflict (1953)
- Bait (1954)
- ロケットマン The Rocket Man (1954)
- 事件の死角 Shield for Murder (1954)
- The Golden Mistress (1954)
- 半魚人の逆襲 Revenge of the Creature (1955)
- 世紀の怪物/タランチュラの襲撃 Tarantula (1955)
- The Lonesome Trail (1955)
- Hold Back Tomorrow (1955)
- Star in the Dust (1956)
- Flesh and the Spur (1956)
- モグラ人間の叛乱 The Mole People (1956)
- 東京特ダネ部隊 Joe Butterfly (1957)
- Daughter of Dr. Jekyll (1957)
- 遊星から来た脳生物 The Brain from Planet Arous (1957)
- Ride a Violent Mile (1957)
- The Day of the Trumpet (1958)
- Jet Attack (1958)
- 人間人形の逆襲 Attack of the Puppet People (1958)
- Frontier Gun (1958)
- インベーダー侵略 ゾンビ襲来 Invisible Invaders (1959)
- 呪いの深海獣 Destination Space (1959) ※テレビ映画
- Raymie (1960)
- Fall Girl (1961)
- Hand of Death (1962)
- SF第七惑星の謎 Journey to the Seventh Planet (1962)
- The Young and the Brave (1963)
- 情事の曲り角 Of Love and Desire (1963)
- 早射ちロジャース Law of the Lawless (1964)
- 荒野の駅馬車 Stage to Thunder Rock (1964)
- 西部の愚連隊  Young Fury (1964)
- 必殺のジョニー Johnny Reno (1966)
- 有史前の惑星の女たち Women of the Prehistoric Planet (1966)
- Waco (1966)
- 金星怪人ゾンターの襲撃 Zontar: The Thing from Venus (1966) ※テレビ映画
- 呪いの沼  Curse of the Swamp Creature (1966) ※テレビ映画
- 聖バレンタインの虐殺／マシンガン・シティ The St. Valentine's Day Massacre (1967)
- Night Fright (1967)
- 大いなる男たち The Undefeated (1969)
- チザム Chisum (1970)
- 100万ドルの血斗 Big Jake (1971)
- How's Your Love Life? (1971)
- キングコング King Kong (1976)
- Mr. No Legs (1978)
- Divided We Fall (1982)
- エスカレート／感染マニア Perfect Victims (1988)
- ミラクル・マイル Miracle Mile (1988)
- ミディアン Nightbreed (1990)
- Fear (1990)
- ボディ・バッグス Body Bags (1993) ※テレビ映画
- The Naked Monster (2005)

### テレビドラマ
- フォード・テレビジョン・シアター The Ford Television Theatre (1953)
- ジェネラル・エレクトリック・シアター General Electric Theater (1954, 1957)
- クライマックス! Climax! (1955)
- おお! スザンナ The Gale Storm Show: Oh! Susanna (1958)
- ペリー・メイスン Perry Mason (1959)
- ローハイド Rawhide (1959, 1960)
- ソニー号空飛ぶ冒険 Whirlybirds (1960)
- リップコード Ripcord (1961)
- バット・マスターソン Bat Masterson (1961)
- 連邦保安官 Lawman (1962)
- バージニアン The Virginian (1964, 1968)
- コンバット! Combat! (1966)
- ネーム・オブ・ザ・ゲーム The Name of the Game (1968)
- チャーリーズ・エンジェル Charlie's Angels (1976)
- ハイウェイ・トウ・ヘブン Highway to Heaven (1984)
- トワイライト・ゾーン The Twilight Zone (1986)